# جيك وليامز
جيك وليامز (بالإنجليزية: Jake Williams)‏ هو ملحن وموسيقي ومنتج أسطوانات ودي جيه بريطاني، ولد في 1974 في برايتون في المملكة المتحدة.

## وصلات خارجية
- جيك وليامز على موقع ميوزك برينز (الإنجليزية)
- جيك وليامز على موقع ميوزك برينز (الإنجليزية)
- جيك وليامز على موقع أول ميوزيك (الإنجليزية)
- جيك وليامز على موقع أول ميوزيك (الإنجليزية)
- جيك وليامز على موقع ديسكوغز (الإنجليزية)
- جيك وليامز على موقع ديسكوغز (الإنجليزية)